# Rafael Cabeda
Rafael Cabeda (Santana do Livramento, Río Grande del Sur, 16 de mayo de 1857 - Río de Janeiro, 12 de septiembre de 1922) fue un político federalista y abolicionista brasileño, periodista, libertador de esclavos y gran exponente de la Revolución federalista riograndense.

## Biografía
Sus padres fueron Angelo Cabeda y Maria Rafaela Pires, ambos hijos de portugueses de Oporto y de españoles leoneses de Maragatería, Provincia de León, que se instalaron en la parte norte de la Banda Oriental, zona que luego se transformó en el estado brasileño de Río Grande del Sur.
A los nueve años se trasladó con su familia a la ciudad de Rio Grande (Brasil) donde estudió en el Colegio Unión, y en 1869, con doce años, se trasladó a Alemania y estudió en la Escuela de Comercio de Hamburgo, diplomándose de Perito Mercantil y Comercial y pasando a dominar cinco idiomas.
En 1875 fue a Liverpool, Inglaterra, donde trabajó en la Proudfort Hall and Company. Regresó al Brasil en 1886 y se hizo socio de una importante casa comercial con el señor Dani da Silva.
Durante el Imperio participó del Club Rio Branco, en los años en que actuó en la campaña abolicionista contra la esclavitud. En varias oportunidades personalmente compró esclavos a quienes otorgaba la libertad y plenos derechos pocas horas después. 
Después de la Proclamación de la República y de la toma de poder en Río Grande del Sur por los partidarios de Júlio de Castilhos, Jefe del Partido Republicano Riograndense, se muda a Rivera, Ururguay, iniciando su lucha política.
A partir de febrero de 1893, participa de la Revolución federalista riograndense, el conflicto que abarcó también a Santa Catarina y Paraná, envolvió amplias fuerzas militares. Durante esta guerra, Rafael Cabeda tuvo actuación directa en el ejército revolucionario y combatió en diversos frentes de batalla.
Al concluir el conflicto, participó de varios congresos federalistas con Gaspar da Silveira Martins y de la comisión organizada para aprobar el proyecto del Partido Federalista, esa comisión aprobó los estatutos en 1901 y Rafael Cabeda fue elegido para integrar el directorio central del Partido Federalista.
Dirigió, junto con Rodolfo Costa, el periódico O Maragato, diario republicano parlamentarista que tuvo una muy importante oposición al castilhismo riograndense y al partido Blanco en Uruguay.
Después de cumplir un muy destacado papel en los últimos años del siglo XIX y los primeros años del siglo XX en la política riograndense, en 1915 fue elegido diputado federal por Río Grande del Sur, siendo reelecto varias veces, la última para el período 1921-1923, que no pudo concluir pues falleció el 12 de noviembre de 1922 en Río de Janeiro.
Después de su muerte, su hija Angela Cabeda emigró a Paraguay y su nieta María Angélica se casó con el periodista Arturo Schaerer.